# 大郷みそカレー

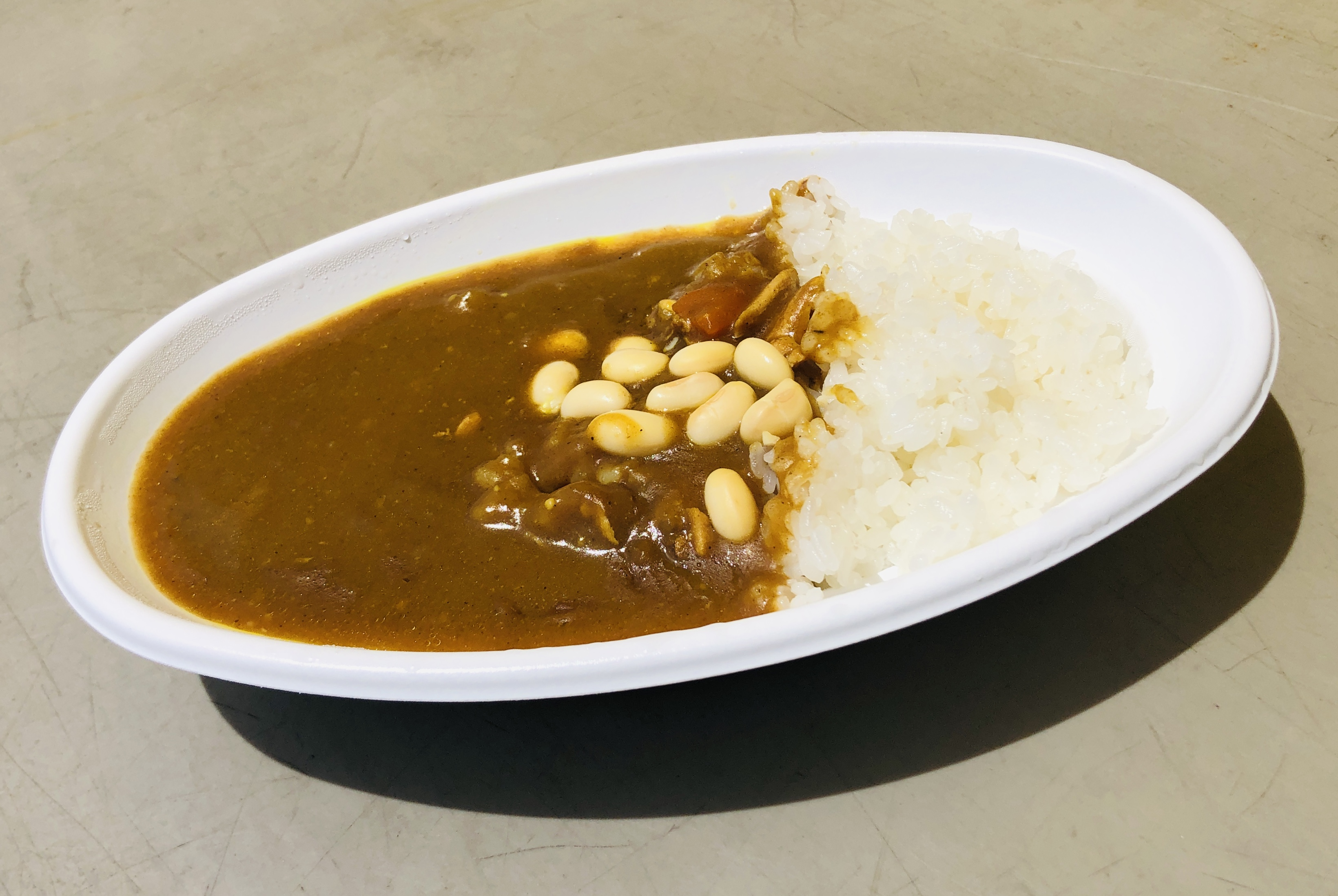
大郷みそカレーの一例
（ベガルタ仙台 スタジアムグルメ）

大郷みそカレー（おおさとみそカレー）は、宮城県大郷町で販売されているカレー、ご当地グルメである。

## 概要
本カレーは、2022年に地域の活性化を目指す「SDGsなまちづくり」協定を結んだ大郷町とベガルタ仙台、明成高校が共同で開発。2023年12月より週末限定で道の駅おおさとで販売されており、今後も町内の飲食店で販路を拡大予定。
ベガルタ仙台のホームゲームでも年に一度「カレーは飲み物」イベントのスタジアムグルメとして販売されており、2022年11月23日に行われた「ベガルタ仙台2022 ファン感謝の集い」で先行販売を行った時は130杯が2時間ほどで完売した。2023年のシャレン!アウォーズにも出品された。

## 特徴
仙台味噌を利かせたコクのある味が特徴であり、味噌は地元の大豆ミヤギシロメで作ったものである。トッピングはルーに豆を乗せるのが多いが、代わりにエビフライを乗せたりバリエーションは分かれている。